# Idotea hectica
Idotea hectica è un crostaceo malacostraco della famiglia Idoteidae.
È un componente della comunità bentonica associata alla Posidonia oceanica.